# Ornithoteuthis
Ornithoteuthis is een geslacht van inktvissen uit de familie van de Ommastrephidae.

## Soorten
- Ornithoteuthis antillarum Adam, 1957
- Ornithoteuthis volatilis Sasaki, 1915